# Јагодје
Јагође (словен. Jagodje, итал. Valleggia) је насељено место у општини Изола, Обално-крашка регија, Словенији.

## Историја
До територијалне реорганизације у Словенији биле су у саставу старе општине Изола.

## Становништво
У попису становништва из 2011. године, Јагодје је имале 2.225 становника.
| Број становника према пописима | Број становника према пописима | Број становника према пописима |
| ------------------------------ | ------------------------------ | ------------------------------ |
| 1991                           | 2002                           | 2011                           |
| 1.835                          | 2.153                          | 2.225                          |

## Галерија
- поглед на Јагодје
- улаз у тунел Шалет